# Xã Berlin, Quận Cass, Bắc Dakota
Xã Berlin (tiếng Anh: Berlin Township) là một xã thuộc quận Cass, tiểu bang Bắc Dakota, Hoa Kỳ. Năm 2010, dân số của xã này là 124 người.